# Defraudacja
Defraudacja, malwersacja, sprzeniewierzenie – przestępstwo polegające na przywłaszczeniu powierzonych pieniędzy lub innych składników majątku.
Sprzeniewierzenie jest kwalifikowaną formą przywłaszczenia, która występuje w wielu ustawodawstwach. Jest często podstawową jego formą. Przedmiotem tego przestępstwa jest rzecz ruchoma, powierzona sprawcy. Osoba powierzająca oczekuje tego, że rzecz zostanie jej zwrócona, nie zostanie zniszczona i będzie używana zgodnie z przeznaczeniem. Sprawca dokonując defraudacji, nadużywa więc zaufania osoby powierzającej.